# Antonino Agostino
Antonino Agostino, detto Nino (Palermo, 29 marzo 1961 – Villagrazia di Carini, 5 agosto 1989), è stato un poliziotto italiano.

## Il delitto
Il 5 agosto 1989 Antonino Agostino, agente di Polizia in servizio presso il commissariato di San Lorenzo a Palermo, era a Villagrazia di Carini con la moglie Ida Castelluccio, sposata appena un mese prima e incinta di due mesi. La sorella Flora festeggiava i 18 anni e così Antonino andò insieme alla moglie al villino dei genitori sul lungomare Colombo a Villagrazia di Carini. Era l'occasione per Ida di comunicare alla sua amica Flora di aspettare un bambino. Le due erano legatissime; grazie a lei nel 1986 aveva conosciuto Antonino.
Verso le 19:40, prima di andarsene, i due giovani coniugi andarono dal vicino per fargli vedere l'album di nozze. Improvvisamente arrivò una motocicletta con due persone che iniziarono a sparare. Antonino fece in tempo ad aprire il cancello e fare scudo alla moglie. Colpito da vari proiettili morì all'istante. Ida urlò che stavano uccidendo il marito e da terra li affrontò "vi conosco". Uno dei due le sparò al cuore. I genitori di Agostino, uditi gli spari, andarono a soccorrere il figlio e la nuora: Antonino era morto, mentre Ida si trascinava verso il corpo del marito. La madre di Agostino, insieme ad un vicino, la portarono in auto all'ospedale cittadino (distante pochi chilometri). Ida morì pochi minuti dopo il ricovero. Il corpo del giovane poliziotto fu coperto dalla madre quando tornò dall'ospedale. Quel giorno, Agostino non portava armi addosso. La squadra mobile di Palermo seguì inutilmente per mesi una sviante "pista passionale".

## I misteri intorno all'omicidio
La notte della morte di Antonino Agostino e della moglie, alcuni "uomini dello Stato" perquisirono l'abitazione dei coniugi defunti e portarono via appunti che riguardavano importanti indagini che Antonino stava conducendo; nel suo portafogli vi era un biglietto che indicava queste memorie come risolutive per spiegare un suo eventuale e temuto assassinio. Ai funerali di Antonino Agostino e Ida Castelluccio, tenutisi la mattina del 7 agosto 1989, erano presenti i giudici antimafia Giovanni Falcone e Paolo Borsellino. Lo stesso Falcone disse al suo amico commissario Saverio Montalbano, pure presente al funerale:
Secondo una delle ipotesi Antonino Agostino stava indagando sul fallito attentato dell'Addaura: il 21 giugno 1989 alcuni agenti di scorta trovarono su una spiaggia dell'Addaura un borsone contenente cinquantotto candelotti di tritolo. In quella stessa spiaggia si trovava la villa di Giovanni Falcone, obiettivo del fallito attentato. Presumibilmente Agostino aveva scoperto qualcosa di importante su quel borsone-bomba dell'Addaura. Un altro filone indica come movente il fatto che egli avesse visto tutori dell’ordine, forse dei servizi segreti, in compagnia di mafiosi. Attualmente i mandanti e gli esecutori dell'omicidio di Agostino e della Castelluccio sono ignoti. Vincenzo Agostino (22 marzo 1937 - 21 aprile 2024), il padre di Antonino, dal giorno del duplice omicidio non si è più tagliato la barba come forma di protesta contro l'occultamento della verità sulla morte del figlio e della nuora. Infatti raccontò diverse volte che prima dell'omicidio del figlio ricevette la visita di due uomini, di cui uno biondo con la faccia butterata, che cercavano il figlio, qualificandosi come "colleghi".

### Le dichiarazioni dei collaboratori di giustizia
Secondo il pentito di mafia Giovanbattista Ferrante, Totò Riina ordinò un'indagine interna a Cosa Nostra per individuare i responsabili dell'omicidio del poliziotto, ma «anche lui non riuscì a sapere nulla». L'altro "pentito" Giovanni Brusca affermò che l'agente venne ucciso dai Madonia di Resuttana poiché aveva collaborato all'arresto di un loro congiunto latitante. Il collaboratore di giustizia Oreste Pagano, ex camorrista, ha dichiarato che, invitato al matrimonio di un mafioso italo-canadese, conobbe Gaetano Scotto (mafioso del quartiere Arenella) e gli venne confidato che era lui l'assassino del poliziotto, «ucciso perché voleva rivelare i legami mafiosi con alcuni della questura di Palermo. Anche sua moglie sapeva: per questo hanno ucciso anche lei».
Nel 1996 Luigi Ilardo, reggente mafioso della provincia di Caltanissetta e confidente del ROS dei Carabinieri ucciso poco tempo dopo, raccontò al colonnello Michele Riccio che “i due agenti [Agostino e Piazza n.d.r.] sono stati quelli, su mandato non so… dei servizi segreti… sono stati incaricati di piazzare la borsa con la bomba sulla scogliera dove c’era Falcone che passava la villeggiatura estiva. (…) Mi ricordo che si diceva che c'era proprio uno di questi agenti dei servizi segreti, che era… in faccia, dice, che aveva la faccia di un mostro e questo girava imperterrito a Palermo e molte volte hanno cercato la posta per poterlo fottere a questo qua, perché in diversi fatti, (…) veniva proprio confermata la presenza di questo… sia quando spararono al piccolo Domino, sia quando spararono a D'Agostino (rectius: Agostino), sia quando, prima di… che si venisse a scoprire la bomba all'Addaura, c'era stata una signora che aveva visto a bordo di una macchina, proprio nelle immediatezze della villa dov'era Falcone, due individui fra cui uno che aveva questa faccia così brutta…”.
Nel 2009 il collaboratore di giustizia Vito Lo Forte dichiarò che Agostino, insieme con il collega Emanuele Piazza, collaboratore esterno del SISDE, si trovava nei pressi dell'Addaura la mattina del 20 giugno 1989, il giorno prima del fallito attentato a Falcone e riuscirono ad impedire che l'attentato si compisse, fingendosi sommozzatori e rendendo inoffensivo l'ordigno nelle ore notturne antecedenti al ritrovamento; per questa ragione, sempre secondo Lo Forte, Agostino sarebbe stato poi ucciso da Antonino Madonia e Gaetano Scotto, aiutati da "faccia da mostro" (identificato da Lo Forte nell'ex poliziotto Giovanni Aiello), e la stessa sorte toccò a Piazza. Tuttavia nel 2011 il pool di periti nominati dal gip di Caltanissetta Lirio Conti ha stabilito che il Dna delle cellule epiteliali, estratte dalla muta subacquea e dal borsone ritrovati sul luogo del fallito attentato, non erano compatibili con quelle di Agostino e Piazza, smentendo così le dichiarazioni di Lo Forte.
Nel 2014 il collaboratore di giustizia Vito Galatolo confermò il racconto di Lo Forte, affermando di aver saputo dal cugino Stefano Fontana che i responsabili dell'omicidio erano Madonia e Scotto perché l'agente Agostino aveva scoperto che a casa della famiglia Galatolo, in vicolo Pipitone nel quartiere Acquasanta, «erano soliti recarsi sia Giovanni Aiello, sia Bruno Contrada, i quali erano stati da lui visti parlare sia con i Galatolo che con i Madonia», circostanza confermata dalla sorella Giovanna, pure lei "pentita".

### Indagini e processi
Le indagini su questo misterioso omicidio sono state svolte dall'Autorità giudiziaria di Palermo e sono state affidate dapprima ai magistrati Antonino Di Matteo, Roberto Tartaglia e Francesco Del Bene e poi nel 2017 sono state avocate, per la Procura Generale, da Roberto Scarpinato, Nico Gozzo e Umberto De Giglio, che si opposero all'archiviazione.
Nel 2005 l’allora sostituto procuratore di Palermo Domenico Gozzo e il pm Antonino Di Matteo cercarono di identificare il fantomatico "faccia da mostro" visto da Vincenzo Agostino chiedendo al SISDE i nomi degli agenti segreti che operavano a Palermo alla fine degli anni '80 ma il servizio oppose il segreto di Stato su quei nomi.
Nell'agosto 2011 vennero iscritti nel registro degli indagati per l'omicidio dei due coniugi Antonio Daloiso (ex prefetto di Messina e Reggio Calabria ed ex capo di gabinetto dell'Alto commissariato antimafia dismesso nel 1992) e l'ex poliziotto calabrese in congedo Giovanni Aiello, entrambi chiamati in causa dal collaboratore di giustizia Vito Lo Forte, mentre l'ex agente di polizia Guido Paolilli venne indagato per favoreggiamento poiché da un'intercettazione risultava che aveva distrutto le carte trovate a casa dell'agente ucciso. L'indagine su Paolilli venne archiviata per intervenuta prescrizione.
Nel 2016 nel corso di un confronto all'americana disposto dal Gip di Palermo, Vincenzo Agostino riconobbe Giovanni Aiello come l'uomo con la faccia butterata che cercava il figlio prima dell'omicidio. Aiello però morì d'infarto l'anno successivo.
Il 19 marzo 2021 l'inchiesta ha portato ad una sentenza di condanna in rito abbreviato nei confronti di Antonino Madonia, pronunciata dal Gup Alfredo Montalto, mentre per gli altri imputati il processo continua.

## Memoria
Il 5 agosto 2011 una lapide commemorativa è stata installata sul lungomare Cristoforo Colombo di Villagrazia di Carini (Palermo), per ricordare l'omicidio dell'agente Nino Agostino e della moglie Ida Castelluccio.
Antonino Agostino e Ida Castelluccio vengono ricordati dai nipoti Ida e Nino Morana ogni anno il 21 marzo nella Giornata della Memoria e dell'Impegno di Libera, la rete di associazioni contro le mafie, che in questa data legge il lungo elenco dei nomi delle vittime di mafia e fenomeni mafiosi.